# Masters 13
De Masters 13 is een golftoernooi van de Franse Pro Golf Tour. Het toernooi wordt op de Golf de Pont-Royal  gespeeld, de enige baan in Frankrijk die ontworpen werd door Severiano Ballesteros.
De eerste editie werd in 2003 gespeeld en het is steeds voor de professionals het laatste toernooi van het seizoen. Het toernooi wordt georganiseerd door Jean-Charles Cambon, eind jaren tachtig de beste amateur van Frankrijk. Hij werd later pro en speelde op de Challenge Tour.
Deelnemers zijn 58 spelers van de Alps Tour en 38 Franse spelers, pro of amateur. Na twee rondes is er een cut waarna de beste 40 spelers de laatste twee rondes mogen spelen.
Sinds 2007 maakt het toernooi deel uit van de Alps Tour en de Franse Allianz Golf Tour.

## Winnaars

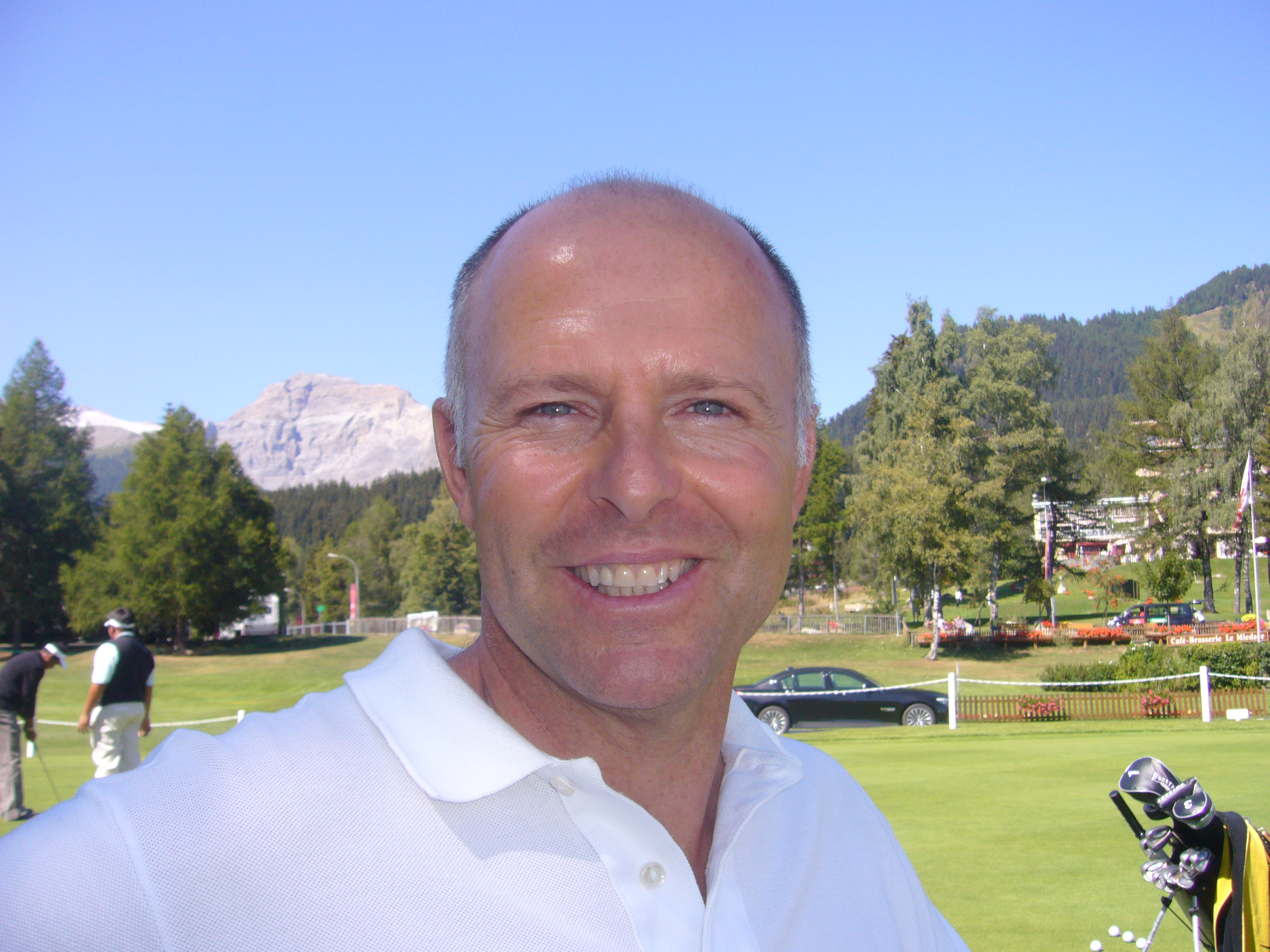
Jeff Remesy
winnaar 2003 en 2006

| Jaar | Winnaar                | Score | Prijzengeld | 1ste prijs | Info                                     |
| ---- | ---------------------- | ----- | ----------- | ---------- | ---------------------------------------- |
| 2003 | Jean François Remesy   |       |             |            |                                          |
| 2004 | José-Filipe Lima       |       |             |            |                                          |
| 2005 | José-Filipe Lima       |       |             |            |                                          |
| 2006 | Jean François Remesy   |       |             |            |                                          |
| 2007 | Michaël Lorenzo-Vera   |       |             |            |                                          |
| 2008 | Dominique Nouailhac po | -16   | € 50.000    | € 7.250    | play-off gewonnen van Nicolas Joakimides |
| 2009 | Ghislain Rosier po     | -8    | € 50.000    | € 7.250    | play-off gewonnen van Steve Lewton       |
| 2010 | Matteo Delpodio        | -9    | € 45.000    | € 6.525    |                                          |
| 2011 | Guillaume Cambis       | -9    | € 45.000    | € 6.525    | inclusief baanrecord van 63.             |
| 2012 | Adrien Bernadet        | -11   | € 100.000   | € 14.500   |                                          |
| 2013 | Edouard Espana         | -13   | € 50.000    | € 7.250    |                                          |